# آنو لاما
آنو لاما (انگلیسی: Anu Lama؛ زادهٔ ۳ اکتبر ۱۹۸۷) بازیکن فوتبال اهل نپال است.

وی همچنین در تیم‌های ملی فوتبال زنان نپال و زنان نپال بازی کرده‌است.